# Gonzalo Arijón
Gonzalo Arijón (Montevideo, 5 de julho 1956) é um cineasta uruguaio, radicado na França desde 1979. Nos últimos quinze anos atuou como roteirista e dirigiu um grande número de documentários, obtendo vários prêmios ou indicações para premiação, em festivais internacionais de cinema.

## Filmografia
- Ojos bien abiertos – Un viaje por la Sudamérica de hoy (Eyes Wide Open - Exploring Today's South America), 2009
- La sociedad de la nieve (Stranded: I've Come from a Plane That Crashed on the Mountains, 2007.
- Lula, a propósito da esperança, 2005.
- Far, very far from Rome..., 2004
- Les Grands Duels du Sport (três episódios de uma série para TV):
  - Football: Boca Juniors/River Plate (2006)
  - Saut en longueur: Lewis/Powell (2004)
  - Boxe: Cuba/États-Unis (2004)
- The dark side of Milosevic, 2002.
- Matis d’Amazonie: l’appel aux ancêtres, 2001.
- Goodbye coquelicots, 2001
- Rio de Janeiro: a vertical war, 1999.
- Por esos ojos (Esther et Mariana, d’une rive à l’autre), 1998.
- Somalia: the price of spilt blood, 1995.
- Each day for Sarajevo. chronical of a street under siege (dez episódios), 1994.
- The world according to my brother, 1991.

## Prêmios e indicações
- Thessaloniki Documentary Festival, 2010
- Sundance Film Festival, 2008 (indicação)
- International Documentary Film Festival Amsterdam, 2007
- Directors Guild of America Award, 2009 (indicação)
- European Film Awards (indicação)
- Festival de Havana, 1997